# Spider-Man: Vrnitev domov
Spider-Man: Vrnitev domov je ameriški superjunaški film iz leta 2017, ki temelji na liku Spider-Mana iz Marvelovih stripov. Producirala sta ga Columbia Pictures in Marvel Studios, distributural pa Sony Pictures Releasing. Je 16. film v filmskem vesolju Marvel (MCU). Režiral Jon Watts, scenarij pa so napisali Jonathan Goldstein in John Francis Daley, Christopher Ford ter Chris McKenne in Erik Sommersa. V filmu igrajo Tom Holland, Michael Keaton, Jon Favreau, Gwyneth Paltrow, Zendaya, Donald Glover, Jacob Batalon, Laura Harrier, Tony Revolori, Bokeem Woodbine, Tyn Daly, Marisa Tomei in Robert Downey ml. V filmu poskuša Parker uskladiti srednješolsko življenje z vlogo Spider-Mana, medtem ko se sooča z Jastrebom. 
Februarja 2015 sta Marvel Studios in Sony dosegla dogovor o delitvi filmskih pravic za Spider-Mana, pri čemer sta lik vključila v uveljavljeni MCU. Naslednjega junija je bil Holland izbran za glavno vlogo, Watts pa je bil najet za režiserja. Temu je kmalu sledila pridružitev Daleyja in Goldsteina. Aprila 2016 je bil objavljen naslov filma, skupaj z dodatno igralsko zasedbo, vključno z Downeyjem. Snemanje se je začelo junija 2016 v Pinewood Atlanta Studios v okrožju Fayette v Georgii in nadaljevalo v Atlanti, Los Angelesu in New Yorku. Preostali scenaristi so se pridružili med snemanjem, ki se je zaključilo v Berlinu oktobra 2016. Produkcijska ekipa se je trudila, da bi se film razlikoval od prejšnjih filmov o Spider-Manu.
Spider-Man: Vrnitev domov je bil premierno predvajan v Hollywoodu v Los Angelesu 28. junija 2017, v Združenih državah Amerike pa je bil izdan 7. julija kot del tretje faze MCU. Film je zaslužil več kot 880 milijonov dolarjev po vsem svetu in tako postal drugi najuspešnejši film o Spider-Manu in šesti najbolj dobičkonosni film leta 2017. Prejel je pohvale kritikov za lahkoten ton, osredotočenost na Parkerjevo srednješolsko življenje in predvsem nastop Hollanda in Keatona. Izšli sta dve nadaljevanji: Spider-Man: Daleč od doma (2019) in Spider-Man: Ni poti domov (2021). 

## Vsebina
Po bitki za New York leta 2012 Adrian Toomes in njegovo reševalno podjetje sklenejo pogodbo za prenovo mesta, vendar njihovo delovanje prevzame Ministrstvo za nadzor škode (DODC), katero sodeluje med Tonyjem Starkom in ameriško vlado. Jezen, ker so ga izgnali iz posla, Toomes prepriča svoje zaposlene, naj obdržijo tehnologijo Chitauri, ki so jo že izkopali, in jo začnejo uporabljati za ustvarjanje in prodajo naprednega orožja, vključno z obleko letečega jastreba, ki jo Toomes uporabi za krajo električnih celic Chitauri.
Osem let pozneje, potem ko ga je Stark vpoklical v Maščevalce, da bi pomagal pri notranjem sporu v Nemčiji, Peter Parker nadaljuje študij na srednji šoli znanosti in tehnologije, ko mu Stark pove, da še ni pripravljen na postane Maščevalec s polnim delovnim časom. Parker zapusti svoje šolske obveznosti, da bi se več časa osredotočal na svoje dejavnosti boja proti kriminalu kot Spider-Man. Njegov najboljši prijatelj Ned sčasoma odkrije njegovo skrivno identiteto.
Parker naleti na Toomesova sodelavca Jacksona Bricea/Šokerja in Hermana Schultza, ki prodajata orožje lokalnemu kriminalcu Aaronu Davisu. Parker reši Davisa, preden ga ujame Toomes v obleki Vulture in ga vrže v jezero, pri čemer se skoraj utopi, potem ko se zaplete v padalo, vgrajeno v njegovo obleko. Reši ga Stark, ki nadzoruje obleko Spider-Mana, ki jo je dal Parkerju, in ga opozori pred nadaljnjim sodelovanjem s kriminalci. Toomes pomotoma ubije Bricea z enim od njihovih orožij in Schultz postane novi Šoker.
Medtem Parker in Ned preučujeta orožje, ki ga je Brice izgubil za sabo, in mu odstranita jedro moči. Ko sledilna naprava ugotovi Schultzevo lokacijo v Marylanda, se Parker ponovno pridruži šolski ekipi in jih spremlja v Washington, D.C., na njihov državni turnir. Ned in Parker onemogočita sledilnik, ki ga je Stark namestil v obleko Spider-Mana, in odkleneta njegove napredne funkcije. Zatem Parker poskuša Toomesu preprečiti krajo orožja iz tovornjaka DODC, vendar se pri tem ujame, zaradi česar je zamudi turnir. Ko odkrije, da je močnostno jedro nestabilna granata Chitauri, odhiti do Washingtonovega spomenika, kjer se jedro aktivira in eksplodira ter ujame Neda in njihove prijatelje v dvigalu. Parker jih reši, vključno s sošolcem in simpatijo Liz. Nekaj dni pozneje v New Yorku na krovu trajekta Staten Island Ferry, Parker ujame Toomesovega novega nakupovalca Maca Gargana, vendar Toomes pobegne in okvarjeno orožje prelomi trajekt na pol. Stark pomaga Parkerju rešiti potnike na trajektu, vendar mu nato zapleni obleko kot kazen za njegovo nepremišljenost.
Parker se vrne v svoje srednješolsko življenje in povabi Liz, naj gre z njim na ples ob vrnitvi domov. Zvečer ugotovi, da je Toomes Lizin oče. Ko razkrije Parkerjevo skrivno identiteto, mu Toomes zagrozi z umorom. Parker spozna, da Toomes načrtuje ugrabitev letala DODC, ki prevaža orožje iz Stolpa Maščevalcev v nov sedež ekipe v zvezni državi New York. Zapusti ples in obleče svojo staro doma izdelano obleko Spider-Mana. Čeprav mu zunaj pot prekriža Schultz, ga premaga z Nedovo pomočjo. Zatem odhiti do Toomesovega brloga, kjer Toomes napade Parkerja tako, da uniči nosilne stebre stavbe in pusti Parkerja umirati, ujetega v ruševinah porušene zgradbe. Parker se uspe rešiti in prestreže letalo ter ga usmeri, da strmoglavi na plažo na Coney Islandu. Zatem se spopade z Toomesom, boj se pa konča tako, da Parker reši Toomesu življenje, potem ko eksplodira poškodovana obleka Vulture. Parker skupaj s tovorom letala izroči Toomesa policiji. Po očetovi aretaciji se Liz odseli. Kljub pohvali za njegovo dejanje, pa Parker zavrne Starkovo povabilo, da se pridruži Maščevalcem za polni delovni čas, Stark pa mu vrne Spider-Manovo obleko, ki jo Parker obleče v trenutku, ko vstopi njegova teta May.
V prizoru po koncu filma se zapornik Gargan sreča z Toomesom v zaporu in reče, da je slišal, da slednji pozna pravo identiteto Spider-Mana, čeprav Toomes to zanika.

## Vloge
- Tom Holland – Peter Parker (Spider-Man)
- Michael Keaton – Adrian Toomes (Vulture)
- Jon Favreau – Happy Hogan
- Gwyneth Paltrow – Pepper Potts
- Zendaya – Mary Jane Watson
- Donald Glover – Aaron Davis
- Jacob Batalon – Ned
- Laura Harrier – Liz
- Tony Revolori – Flash
- Bokeem Woodbine – Herman Schultz (Šoker)
- Tyne Daly – Anne Marie Hoag
- Marisa Tomei – May Parker
- Robert Downey ml. – Tony Stark (Iron-Man)